# Избори за руководство Конзервативне партије у Уједињеном Краљевству септембра 2022.
Избори за руководство Конзервативне партије септембра 2022. одредили су следећег лидера Конзервативне партије, а тиме и следећег премијера Уједињеног Краљевства. Избори су покренути када је Борис Џонсон 7. јула 2022. објавио да ће поднети оставку с места лидера странке.

## Позадина

### Изгласавање поверења јуна 2022
Дана 6. јуна 2022, након платинастог јубилеја Елизабете II, Грејем Брејди је објавио да је праг од 54 писма неповерења достигнут и да ће гласање о поверењу Џонсону бити одржано увече истог дана. Већина конзервативних посланика изгласала је поверење Џонсону да остане лидер странке. Више од 40 одсто посланика конзервативаца изгласало је неповерење, што је Гардијан описао као "побуну већу од очекиване". Гласање о поверењу руководству Конзервативне странке Бориса Џонсона 2022. године.

### Криза владе
Крајем јуна 2022, посланик конзервативаца Крис Пинчер поднео је оставку на место заменика шефа владе након што су изнете оптужбе да је опипао двојицу мушкараца. Џонсон је првобитно одбио да му суспендује бич, а његов портпарол је бранио његово првобитно именовање, рекавши да Џонсон није знао за оптужбе против њега. Против Пинчера је изнето више навода о пипању. Бивши стални секретар Министарства иностраних послова Сајмон Макдоналд написао је да је Џонсон био лично обавештен о претходним оптужбама против Пинчера 2019.  Џонсон је 4. јула признао да је знао за оптужбе у време када га је именовао. Неколико министара је поднело оставке 5. јула, укључујући канцелара министарства финансија Сунака и министра здравља Џавида. Неколико политичара о којима се разговарало као о потенцијалним кандидатима за лидере, укључујући и Труса, изразило је сталну подршку Џонсону. Новинар Тим Шипман написао је у Тајмсу да је секретар за транспорт Грант Шапс, који је водио евиденцију присталица на ранијем гласању о поверењу, рекао Џонсону да може да гарантује само 28 гласова поверења ако се распише ново гласање.
Џонсон је именовао потенцијалног кандидата за лидера Надхима Захавија за канцелара, уз извештаје да је Захави претио да ће поднети оставку ако му се не додели улога. Именовао је Мишел Донелан за секретара за образовање, Захавијева претходна улога. Много више министара поднело је оставке 6. јула. Неколико конзервативних посланика, укључујући секретара за подизање нивоа Гова, рекли су Џонсону да треба да поднесе оставку. Џонсон је истог дана отпустио Гоува, наводећи као разлог нелојалност. Следећег дана, Захави и Донелан су позвали Џонсона да поднесе оставку, а сама Донелан је поднела оставку из кабинета. Анкета ЈуГов-а показала је да је 59 одсто чланова Конзервативне партије желело да Џонсон поднесе оставку. Џонсон је истог дана, 7. јула, најавио своју оставку на чекању, рекавши да ће нови лидер преузети дужност пре октобра 2022. Остаће на месту премијера до избора свог наследника. Неколико конзервативних посланика рекло је да би требало да се повуче са места премијера, а Кир Стармер, лидер Лабуристичке партије, рекао је да ће расписати парламентарно гласање о неповерењу влади ако Џонсон брзо не поднесе оставку на место премијера.

## Процедура
Процес за изборе за руководство 2022. одобрио је Комитет из 1922. 11. јула. Номинације су отворене и затворене 12. јула, а сваки кандидат мора да има номинације од најмање 20 конзервативних посланика да би дошао до првог гласања. Џонсон, као одлазећи вођа, није имао право да се кандидује на следећим изборима.
Према новим правилима за такмичење 2022. године, у првом кругу, 13. јула, кандидатима је потребно 30 гласова посланика да не би испали. У сваком наредном кругу, почевши од другог 14. јула, кандидат са најмање гласова биће елиминисан. Трећи круг одржан је у понедељак, 18. јула, којим је елиминисан још један кандидат, а резултати су објављени у 20 часова. Четврто гласање, којим је поље смањено на три, одржано је 19. јула, са резултатима представљеним у 15 часова, а пето 20. јула, при чему су последња два имена позната око 16 часова.
Коначно, када преостају само два кандидата, чланови Конзервативне странке ће гласати да одлучују између њих по принципу један члан-један глас. Кандидат који добије највише гласова побеђује на конкурсу. Током летњих месеци биће низ јавних хајки. Очекује се да ће нови лидер конзервативаца, а тиме и премијер, бити проглашен 5. септембра, када се Доњи дом врати са летње паузе. Џонсон је 13. јула изјавио да планира да оде у Бакингемску палату и да поднесе оставку у уторак 6. септембра, а новог премијера ће именовати краљица Елизабета II касније тог дана.

## Кандидати

### Номиновани
Осам кандидата је потврђено 12. јула, након што су добили подршку најмање 20 других конзервативних посланика:
| Кандидат | Кандидат        | Кампања                                               | Датум кад је проглашен | Статус кампање                                   | Предлагач/секундар/            | Реф.                 |
| -------- | --------------- | ----------------------------------------------------- | ---------------------- | ------------------------------------------------ | ------------------------------ | -------------------- |
|          | Кеми Бејденок   | Веб-сајт Архивирано на веб-сајту (19. јул 2022)       | 8. јул 2022.           | Елиминисана после четвртог гласања.              | Ли Роули, Џулија Лопез         | [ 22 ]               |
|          | Суела Браверман | Веб-сајт                                              | 6. јул 2022.           | Елиминисана после 2. круга, подржала Лиз Трас    | Давид Џонс, Мириам Кејтс       | [ 23 ] [ 24 ] [ 25 ] |
|          | Џереми Хант     | Веб-сајт Архивирано на веб-сајту (11. јул 2022)       | 9. јул 2022.           | Елиминисан после 1. круга, подржао Ришија Сунака | Естер Макви, Ентони Магнали    | [ 26 ] [ 27 ] [ 28 ] |
|          | Пени Мордонт    | Веб-сајт                                              | 10 . јул 2022.         | Елиминисана после 5. круга                       | Андреа Лидсом, Крејг Трејси    | [ 29 ]               |
|          | Риши Сунак      | Веб-сајт Архивирано на веб-сајту (18. септембар 2022) | 8. јул 2022.           | Активан                                          | Доминик Раб, Мел Страјд        | [ 30 ]               |
|          | Лиз Трас        | Веб-сајт                                              | 10. јул 2022.          | Активн                                           | Сајмон Кларк, Тереза Кофи      | [ 31 ]               |
|          | Том Тугендат    | Веб-сајт                                              | 7. јул 2022.           | Елиминисан после 3. круга                        | Ен-Мари Тревелјан, Џејмс Дејли | [ 32 ] [ 33 ]        |
|          | Надхим Захави   | NZ4PM                                                 | 9. јул 2022.           | Елиминисан после 2. круга                        | Брендон Луис, Аманда Милинг    | [ 27 ] [ 34 ]        |

### Повучени
Следећи посланици су најавили да ће тражити вођство Конзервативне странке, али су се накнадно повукли из трке пре него што су могли да буду номиновани, због недовољне подршке или других разлога:
| Кандидат     | Кампања                                         | Проглашен      | Повучен        | Кандидати којих су подржали      | Реф.                        |
| ------------ | ----------------------------------------------- | -------------- | -------------- | -------------------------------- | --------------------------- |
| Рехман Чишти |                                                 | 10. јула 2022. | 12. јула 2022. | Том Тугендат, онда Ришија Сунака | [ 35 ] [ 36 ] [ 37 ] [ 38 ] |
| Саџид Џавид  | Веб-сајт Архивирано на веб-сајту (11. јул 2022) | 10. јула 2022. | 12. јула 2022. |                                  | [ 26 ] [ 39 ]               |
| Грант Шапс   | Grant Shapps                                    | 9. јула 2022.  | 12. јула 2022. | Риши Сунак                       | [ 40 ] [ 41 ]               |

## Резултати
| Кандидат                   | 1. круг: 13. јул 2022. | 1. круг: 13. јул 2022. | 2. круг: 14. јул 2022. | 2. круг: 14. јул 2022. | 2. круг: 14. јул 2022. | 3. круг: 18. јул 2022. | 3. круг: 18. јул 2022. | 3. круг: 18. јул 2022. | 4. круг: 19. јул 2022. | 4. круг: 19. јул 2022. | 4. круг: 19. јул 2022. | 5. круг: 20. јул 2022. | 5. круг: 20. јул 2022. | 5. круг: 20. јул 2022. | Гласање чланова | Гласање чланова |
| Кандидат                   | Бр. гласова            | %                      | Бр. гласова            | +/−                    | %                      | Бр. гласова            | +/−                    | %                      | Бр. гласова            | +/−                    | %                      | Бр. гласова            | +/−                    | %                      | Бр. гласова     | %               |
| -------------------------- | ---------------------- | ---------------------- | ---------------------- | ---------------------- | ---------------------- | ---------------------- | ---------------------- | ---------------------- | ---------------------- | ---------------------- | ---------------------- | ---------------------- | ---------------------- | ---------------------- | --------------- | --------------- |
| Лиз Трас                   | 50                     | 14,0                   | 64                     | +14                    | 17,9                   | 71                     | +7                     | 19,8                   | 86                     | +15                    | 24,2                   | 113                    | +27                    | 31,6                   | 81.326          | 47,2            |
| Риши Сунак                 | 88                     | 24,6                   | 101                    | +13                    | 28,2                   | 115                    | +14                    | 32,1                   | 118                    | +3                     | 33,2                   | 137                    | +19                    | 38,3                   | 60.399          | 35,0            |
| Пени Мордонт               | 67                     | 18,7                   | 83                     | +16                    | 23,2                   | 82                     | −1                     | 22,9                   | 92                     | +10                    | 25,9                   | 105                    | +13                    | 29,3                   | Елиминисана     | Елиминисана     |
| Кеми Бејденок              | 40                     | 11,2                   | 49                     | +9                     | 13,7                   | 58                     | +9                     | 16,2                   | 59                     | +1                     | 16,5                   | Елиминисана            | Елиминисана            | Елиминисана            | Елиминисана     | Елиминисана     |
| Том Тугендат               | 37                     | 10,3                   | 32                     | −5                     | 8,9                    | 31                     | −1                     | 8,7                    | Елиминисан             | Елиминисан             | Елиминисан             | Елиминисан             | Елиминисан             | Елиминисан             | Елиминисан      | Елиминисан      |
| Суела Браверман            | 32                     | 8,9                    | 27                     | −5                     | 7,5                    | Елиминисана            | Елиминисана            | Елиминисана            | Елиминисана            | Елиминисана            | Елиминисана            | Елиминисана            | Елиминисана            | Елиминисана            | Елиминисана     | Елиминисана     |
| Надхим Захави              | 25                     | 7,0                    | Елиминисан             | Елиминисан             | Елиминисан             | Елиминисан             | Елиминисан             | Елиминисан             | Елиминисан             | Елиминисан             | Елиминисан             | Елиминисан             | Елиминисан             | Елиминисан             | Елиминисан      | Елиминисан      |
| Џереми Хант                | 18                     | 5,0                    | Елиминисан             | Елиминисан             | Елиминисан             | Елиминисан             | Елиминисан             | Елиминисан             | Елиминисан             | Елиминисан             | Елиминисан             | Елиминисан             | Елиминисан             | Елиминисан             | Елиминисан      |                 |
| Дали гласови               | 357                    | 99,7                   | 356                    | −1                     | 99,4                   | 357                    | +1                     | 99,7                   | 355                    | −2                     | 99,4                   | 355                    | 0                      | 99,1                   | 141.725         | 82,2            |
| Покварени гласачки листићи | 0                      | 0,0                    | 0                      | 0                      | 0,0                    | 0                      | 0                      | 0,0                    | 1                      | +1                     | 0,3                    | 2                      | +1                     | 0,6                    | 654             | 0,4             |
| Уздржаних                  | 1                      | 0,3                    | 2                      | +1                     | 0,6                    | 1                      | −1                     | 0,3                    | 1                      | 0                      | 0,3                    | 1                      | 0                      | 0,3                    | 30.058          | 17,4            |
| Регистровани гласачи       | 358                    | 100,0                  | 358                    | 0                      | 100,0                  | 358                    | 0                      | 100,0                  | 357                    | −1                     | 100,0                  | 358                    | +1                     | 100,0                  | 172.437         | 100,0           |